# Tour de Flores
El Tour de Flores es una carrera ciclista profesional por etapas indonesa que se disputa en el mes de julio en la Isla de Flores. Se disputa desde el 2016 formando parte del UCI Asia Tour, dentro de la categoría 2.2 (última categoría del profesionalismo). 

## Palmarés
| Año  | Ganador           | Segundo         | Tercero               |
| ---- | ----------------- | --------------- | --------------------- |
| 2016 | Daniel Whitehouse | Benjamín Prades | Ricardo García Ambroa |
| 2017 | Thomas Lebas      | Arvin Moazemi   | Marcelo Felipe        |

## Palmarés por países
| País        | Victorias |
| ----------- | --------- |
| Reino Unido | 1         |
| Francia     | 1         |